# Уневине
Уневіне (чорн. Уневине/Unevine) — село в общині Бієло-Поле в Чорногорії.  За переписом 2003 року мешкало 282 мешканці (за переписом 1991 року — 294 мешканці).

## Демографія
У селі Уневіне проживає 209 дорослих осіб, середній вік населення становить 35,4 років (34,7 — чоловіків та 36,1 — жінок).  У селі знаходиться 68 домогосподарств, середня кількість осіб в домогосподарстві — 4,15 особи.
У цьому населеному пункті проживають переважно серби (за переписом 2003 року).
| Серби | Чорногорці | Мусульмани |
| ----- | ---------- | ---------- |
| 69,5% | 25,17%     | 2,12%      |